# 金子大介 (俳優)
金子 大介（かねこ だいすけ、1991年2月27日 - ）は、日本の男性ミュージカル俳優。身長170 cm。M.T.プロジェクトを経て、2022年からテアトル・エコー放送映画部に所属。

## 来歴
幼いころから歌が大好きで、10代のころは歌番組やオーディション番組や多数見ながら過ごす。その時のオーディション番組で出会ったある歌手の影響で「ミュージカルをやってみたい」と思い、ミュージカル俳優への道へ進んだ。
19歳から本格的に歌の個人レッスンを受け始めたが、当時は基礎的な技術や知識が無かったため、必死に勉強やトレーニングに取り組んでいた。25歳の時、初めて大型の商業ミュージカルのオーディションに合格し、以後舞台やミュージカルを中心に活動している。
早稲田大学教育学部卒業。大学在学中はミュージカルサークル「SeirenMusicalProject」に所属していた

## 人物
音域はlowE - hiBb。
特技は空手（2段）、アコースティックギター。

## 出演

### 舞台
- 新生ふるきゃら「稲ムラの火」（2012年）
- SeirenMusicalProject 第28弾公演「title of show」（2012年、ハンター）
- 葉っぱのフレディ2013〜いのちの旅〜（2013年、マーク・メフィスト）
- SeirenMusicalProject第31弾公演「SHIROH」（2014年、シロー）
- Theatre Polyphonic第5弾公演「タールピット」（2014年、紅太）
- Score produce「I LOVE YOU ,YOU'RE PERFECT,NOW CHANGE」（2014年）
- 陽なたpresents「ちっぽけなタイヨウ」（2014年、死神2）
- 東宝ミュージカル「レミゼラブル2017」ーフイイ役
- 梅田芸術劇場「マタハリ2018 」アンサンブル
- 梅田芸術劇場　音楽劇「道〜La strada〜」　出演
- ミュージカル「デスノート2020」出演
- 文化庁委託事業　日本劇団協議会主催音楽劇「ミルクマンの朝は早い」2022 八十島隆役・ギター演奏
- ミュージカル座「雲母紙鳶」2022 主演・理鷹役
- 朝ミュージカル東京「僕と彼女と物憂げな傘」2022 主演・僕役
- 歌妖曲〜中川大志之丞変化〜（2022年）[6]

### 吹き替え

#### アニメ
- アナと雪の女王 エルサのサプライズ（2015年、コーラス）
- マイリトルポニー: 新しい世界（2021年、コーラスたち）※Netflix版